# Parda alpina
La parda alpina (o en asturleonés ratina en Asturias, León, Zamora y Cantabria) es una raza autóctona y rústica vacuna originaria de los Alpes suizos, desarrollada, seleccionada y criada por los ganaderos del lugar para la obtención de productos alimenticios y fuerza motora. Como raza rústica, es una vaca sana y resistente, poco propensa a enfermedades, prolífica y longeva, sobria y de fácil manejo, de poca producción láctea y cárnica y adaptada a la montaña, aunque también sensible al trato notándose fácilmente en su producción la mejora de los cuidados proporcionados.
A finales del siglo XIX se especializó en la producción mixta y se exportó a diversos lugares de Occidente dando lugar en cada región a variedades o incluso razas locales distintas según la especialidad para la que fuesen seleccionadas. Estos animales tenían una alta producción láctea y cárnica para la época, mientras que a la vez mantenían sus características de rusticidad, por lo que la hacían un animal muy deseable para zonas con una ganadería poco especializada.

## Historia
Las primeras representaciones pictóricas de la parda alpina se remontan al año 1314 y son originarias del claustro de Einsiedeln. Estas imágenes se relacionan con el robo de ganado que en teoría las gentes de Schwyz llevaron a cabo en ese lugar. Entre 1869 y 1880, 38 toros y 142 vacas fueron vendidas a Canadá. Estos animales son la base genética del tipo pardo suizo («Brown Swiss») actual. En 1897 fue creada la Federación Ganadera Suiza de la raza parda alpina (FSEB) y en 1967 comenzaron los primeros ensayos de cruzamientos con semen americano de Brown Swiss.

## Historia en España

La parda alpina fue ampliamente distribuida por la Meseta Norte y las montañas que la rodean.

Desde el año 1956 hasta la década de 1970 el Ministerio de agricultura importó ininterrumpidamente todos los años lotes de novillas de parda alpina, procedentes sobre todo de Suiza y Austria (aunque también en menor medida de Alemania, Francia e Italia) que fueron vendidas a ganaderos de la mitad norte de España (cordillera cantábrica, Pirineos y submeseta norte).
Lógicamente se adaptaron muy bien por ser ganado rústico y se aprovechó para un triple propósito, se convirtió en la raza más numerosa de la mitad norte y llegó a desplazar o extinguir por absorción la mayoría de las variedades o razas locales preexistentes. Hoy en día en territorios como León o Cataluña existen razas locales descendientes íntegramente de ejemplares de parda alpina.

## Actualidad
Hoy día existen dos tipos de parda alpina: la parda alpina suiza, de vocación lechera y la parda alpina original, como raza mixta de carne y de leche, los descendientes de esta raza se encuentran ampliamente extendidos por toda la montaña leonesa, así como también en Palencia, Asturias y Cantabria.
En Suiza se registraron 216 000 hembras y cerca de 1200 machos censados en el libro genealógico. En el transcurso de la temporada 2002/03, se registraron 192 011 lactaciones, con una media de producción en 300 días de 6454 kg, con un contenido en grasa de 3,99 % y 3,31 % de proteína.
En Suiza todavía se crían en torno a 4000 alpinas originales, que también están inscritas en control lechero.
Esta raza resulta interesante para los ganaderos por la calidad de sus ubres y de sus patas. Además, está extendida a nivel mundial por su longevidad, capacidad de adaptación, fertilidad y aptitudes para pastar. Posee una importante producción de proteína de calidad y soporta condiciones difíciles de manejo. Otra virtud de la parda alpina es su facilidad en el ordeño, cualidad que es apreciada a nivel global.
Actualmente la variante que fue introducida en mayor escala en la década de 1960 en la región de León es conocida como "parda de montaña"

## Razas de la generación pardo alpina
- Parda de montaña cantábrica (con núcleo en la provincia de León).[6]
- Parda de montaña pirenaica (con núcleo en la provincia de Huesca).[7]
- Parda de los Pirineos o Bruna dels Pirineus (con núcleo en la provincia de Lérida).[8]
- Parda suiza o Brown Swiss (originaria de Canadá y Estados Unidos).[9]